# Otto Lange
Otto Lange, född 29 oktober 1879 i Dresden, död 19 december 1944 i samma stad, var en företrädare för den tyska expressionismen efter första världskriget, som målare och grafiker, samt professor i formlära och fri design vid ett statligt textilinstitut. Han blev tidigt en måltavla för nazistisk politik och estetik.

## Verksamhet
Efter en utbildning till dekorationsmålare gick Otto Lange på konstfack i hemstaden Dresden. Därefter studerade han för Otto Gussmann vid stadens konstakademi. Åren 1915–1919 undervisade han på en konstfackskola i Bromberg. Sommaren 1918 ställde han ut tillsammans med Ewald Dülberg (1888–1933) och Georg Schrimpf på galleri Neue Kunst i München under rubriken Det expressionistiska träsnittet. I slutet av året blev han medlem på distans av den nybildade konstnärsföreningen Novembergruppe i Berlin, ett medlemskap han behöll ända fram till den ofrivilliga upplösningen av föreningen 1933. Från 1919 bodde han i Dresden och tillhörde den expressionistiska konstnärsgruppen Dresdner Sezession Gruppe 1919, tillsammans med bland andra Otto Dix, Lasar Segall (1891–1957) och Elfriede Lohse-Wächtler. 1919 var han representerad med färgträsnittet Dame in Grün (1918) i den tredje portfolion av förläggaren Paul Westheims grafiska utgåva Die Schaffenden ihop med bland andra Oskar Kokoschka och Milly Steger (1881–1948). I de två föregående portfoliorna utgivna samma år förekom verk av andra viktiga företrädare för den nya tyska efterkrigskonsten, bland andra Heinrich Campendonk, Lyonel Feininger, Erich Heckel, Paul Klee, Paula Modersohn-Becker, Otto Mueller, Max Pechstein, Christian Rohlfs och Karl Schmidt-Rottluff. 
1925 utsågs Otto Lange till professor i formlära och fri design, en vidareutveckling av ornamentdesign, vid den statliga konstskolan för textilindustri i Plauen. De textila verk som han skapade de åtta år han vistades där signerade han "OL". Under de här åren fram till 1933 fick skolan ett allt högre nationellt anseende, också genom att ytterligare två framstående bildkonstnärer anställdes som professorer, Johannes Maximilian Avenarius (1887–1954) i ornamentmåleri och konsthistoria, samt Wilhelm Heckrott (1890–1964) i färglära. Till gästföreläsarna hörde bland andra Vasilij Kandinskij och Paul Klee.
1933, året för det nationalsocialistiska maktövertagandet i landet, trycktes en artikel kallad Kulturbolschewismus an der Plauener Kunstschule ["Kulturbolsjevism  vid Plauens konstskola"] i den nazistiska tidskriften Freiheitskampf. Detta ledde till att skolans direktör tillika bildkonstnär Karl Hanusch (1881–1969) sattes i skyddshäkte under en vecka i juni, i likhet med professorerna Avenarius, Heckrott och Lange. Denna åtgärd var unik bland tyska konstskolor och akademier. Alla fyra avskedades omedelbart från sina lärartjänster på grund av påstått "bolsjevistiska åsikter". Av bland andra Sachsens gauleiter Martin Mutschmann, en före detta fabrikant i Plauen, vidtogs därefter åtgärder som ledde till utställnings-, yrkes- och undervisningsförbud för de utpekade, liksom uteslutning ur det statligt likriktande organet Reichskammer der bildenden Künste, som var den nyetablerade Reichskulturkammers särskilda avdelning för bildkonstnärer.
Samma år fanns två oljemålningar av Otto Lange, Stilleben mit roter Figur och Tschum, der Katzenfreund, båda ägda av Stadtmuseum i Dresden, med på den allra första nazistiskt arrangerade utställningen benämnd Entartete Kunst, för att visa på ett estetiskt fördärv och en bristfällig inköpskultur. Utställningen öppnade i Neues Rathaus ["Nya Rådhuset"] den 23 september 1933 i Langes hemstad Dresden och höll på till den 18 oktober. Hösten 1935 tog myndigheterna med Langes akvarell Auf dem Kammstein (1919), också ägd av Stadtmuseum i Dresden, på två senare Entartete Kunst-utställningar i Nürnberg och Dortmund, där den fick sällskap av de tidigare nämnda oljemålningarna. Under hösten 1937 beslagtog Propagandaministeriet vad som fanns av Lange på olika tyska museer. Sammanlagt var det 79 verk, varav 6 akvareller, 65 olika grafiska tryck, såsom träsnitt, etsningar och linoleumsnitt, 6 målningar och 2 teckningar. Oljemålningen Tschum, der Katzenfreund visades på den kanske mest ökända utställningen med så kallad Entartete Kunst i Münchens Hofgartenarkad 1937. Den följde därefter med på vandringsutställningen med samma namn, men efter 1938 beskrivs målningens proveniens som "okänd". Flera andra verk av Lange visades på andra liknande utställningar, i Frankfurt am Main (1936), Berlin (1938), Leipzig (1938), Düsseldorf (1938), Hamburg(1938). Om de beslagtagna verkens proveniens därefter inte är "okänd", är de antecknade som "förstörda".

## Galleri

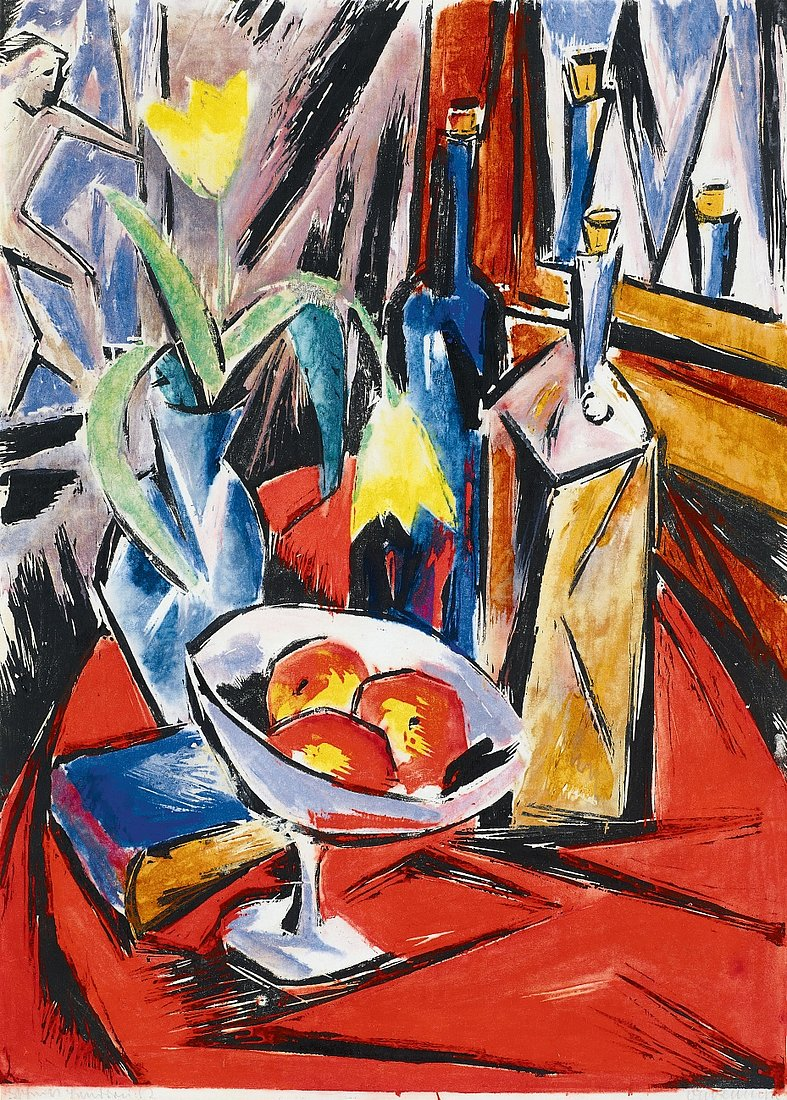
Stillleben mir roter Decke / Stilleben med röd duk, färgträsnitt (1916).
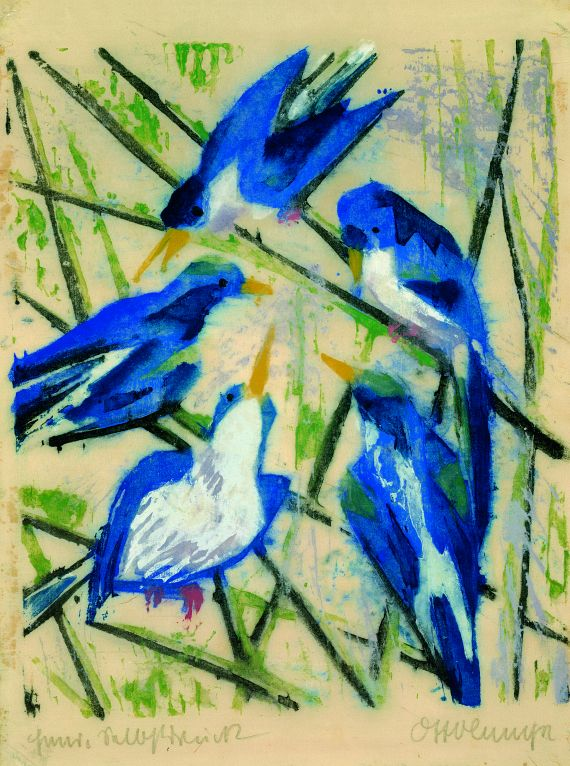
Blaue Vögel / Blå fåglar, färgträsnitt (1916).
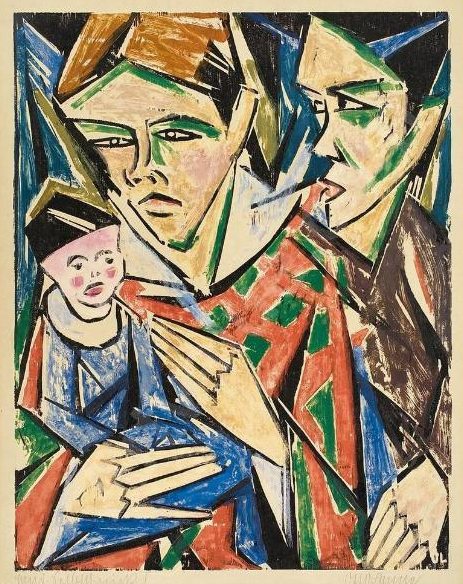
Mädchen mit Puppe / Flicka med docka, färglinoleumsnitt (1917), beslagtaget av företrädare för den tyska staten på Stadtmuseum i Ulm i augusti 1937 i egenskap av Entartete Kunst och därefter förstört.
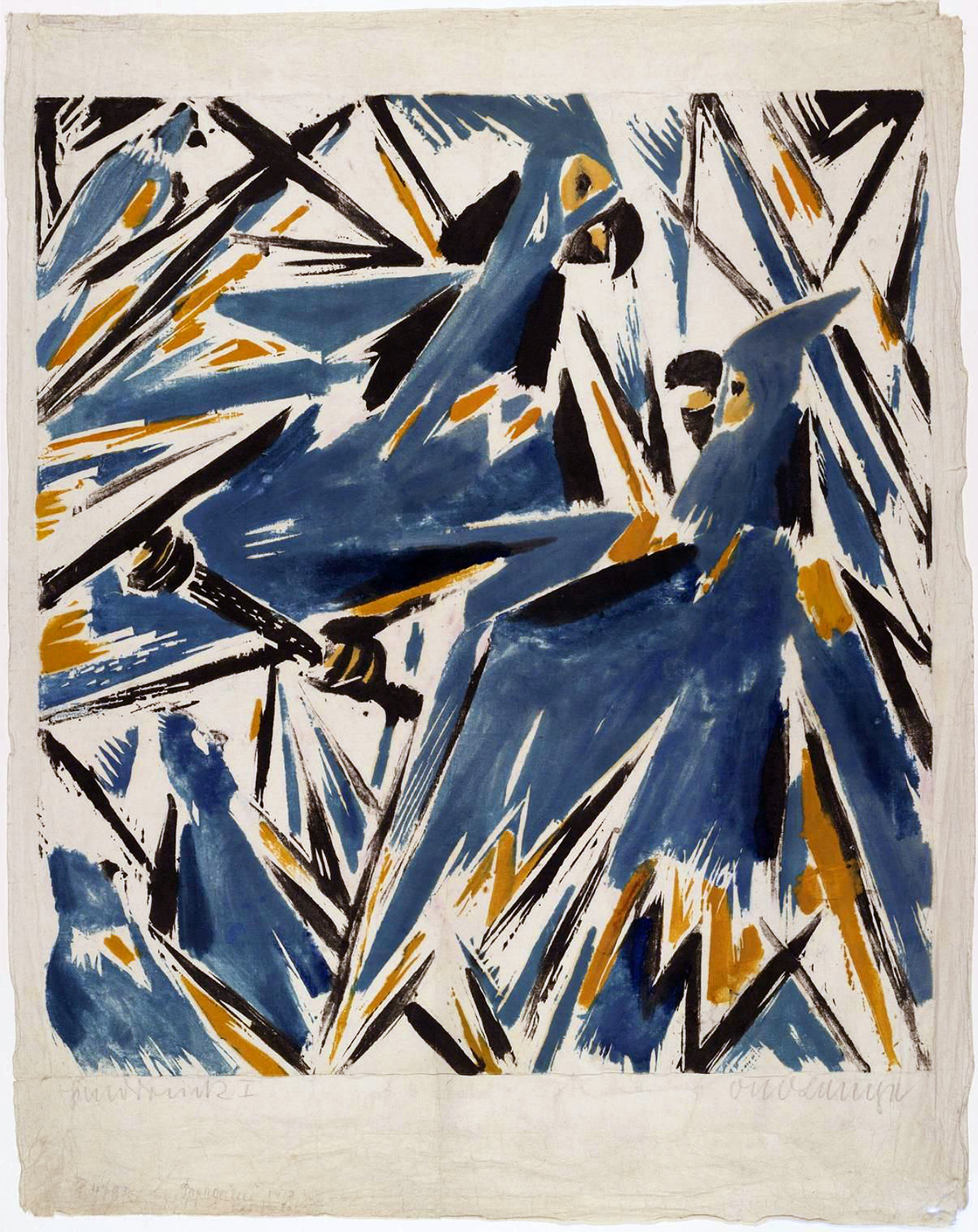
Papageien / Papegojor, färgträsnitt (1917).
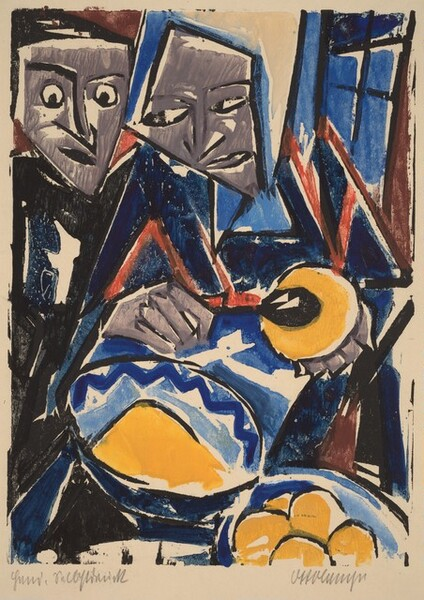
Butter Woman (1917), färgträsnitt, 46 × 29.8 cm, National Gallery of Art.
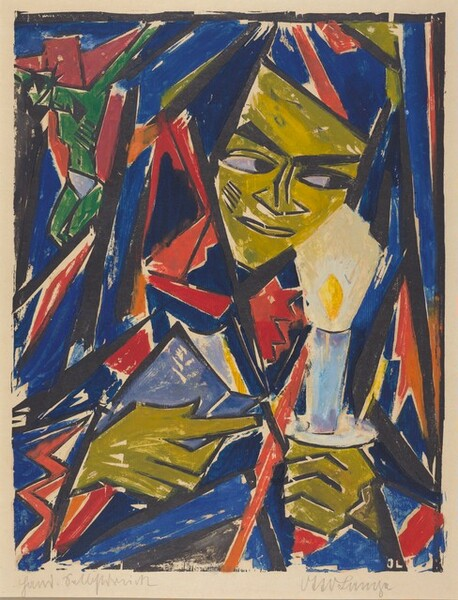
Churchgoer with a Light (1917), färgträsnitt, 68 x 50.8 cm, National Gallery of Art
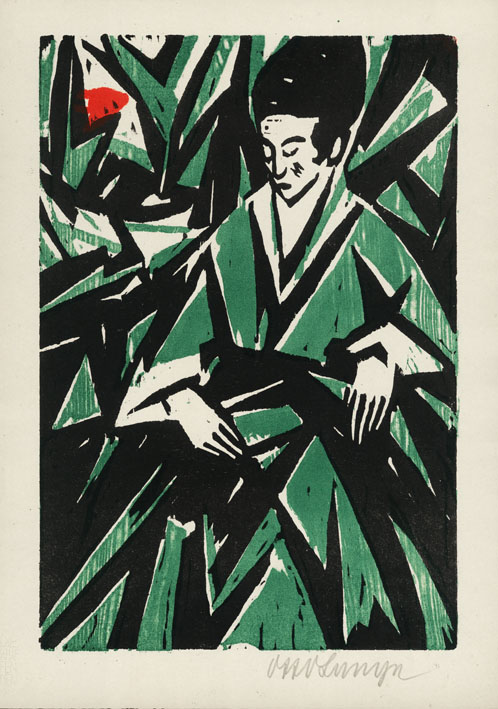
Dame in Grün / Dam i grönt, färgträsnitt (1918), representerade konstnären i den kollektiva grafikmappen Die Schaffenden (Weimar, 1919) och beslagtogs som en del av denna på flera museer runt om i landet år 1937.
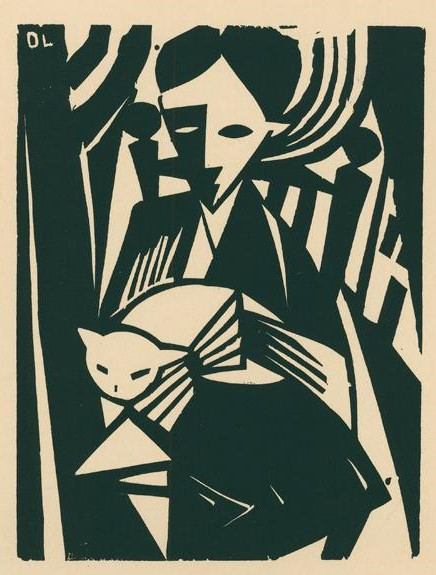
Frau mit Katze (1919), träsnitt, 18 x 13,5 cm.
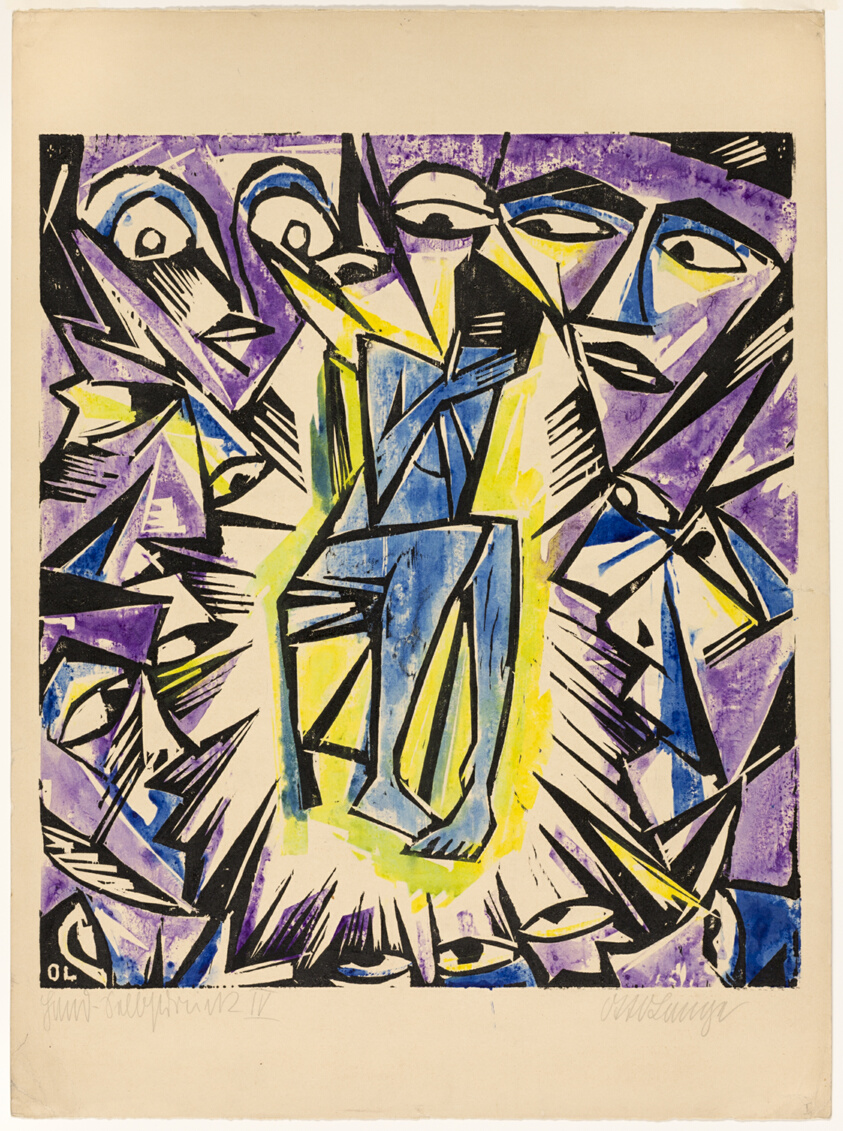
Ridicule (1920), färgträsnitt, 52.6 × 46.8 cm, Art Institute of Chicago.
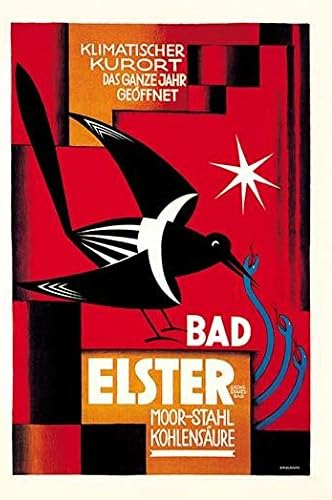
Affisch för hälsobadet i Bad Elster (1928).